# تارنس کینزی
تارنس کینزی (انگلیسی: Tarence Kinsey؛ زادهٔ ۲۱ مارس ۱۹۸۴) بازیکن بسکتبال اهل ایالات متحده آمریکا است.
از باشگاه‌هایی که در آن بازی کرده‌است می‌توان به ممفیس گریزلیز، باشگاه ورزشی افس پیلسن، باشگاه بسکتبال مردان فنرباغچه، و کلیولند کاوالیرز اشاره کرد.